# 薩爾季奇亞河
薩爾蒂奇河（烏克蘭語：Салтич），是烏克蘭東南部的河流，屬於奧比季奇納河的右支流。該河發源自薩爾季奇亞以西，流經扎波羅熱州的別爾江斯克區，河道全長11.3公里，流域面積47.4平方公里。